# 존 팔스타프

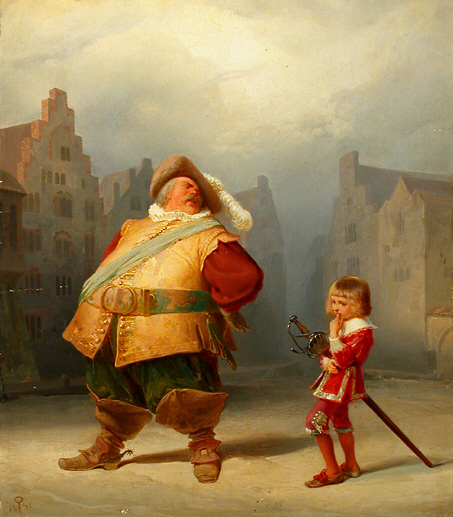
팔스타프와 페이지.

존 팔스타프(Sir John Falstaff)는 윌리엄 셰익스피어가 쓴 3개의 희곡에 등장하는 가공 인물이다. 그가 극중 인물로서 발전시키게 된 데에는 헨리 4세 1부와 2부에서 그가 할 왕자 즉, 장차 영국의 헨리 5세와 친구로 등장하기 때문이다. 
희극적 인물이기는 하지만 팔스타프는 셰익스피어의 주요 인물들에 공통적으로 나타나는 깊이를 내재하고 있다. 뚱뚱하고 허영심이 많고 뽐내는 기사이며 자신의 시간 대부분을 보어스 헤드 인에서 술 마시는데 시간을 소비한다.